# Adolf V van Berg

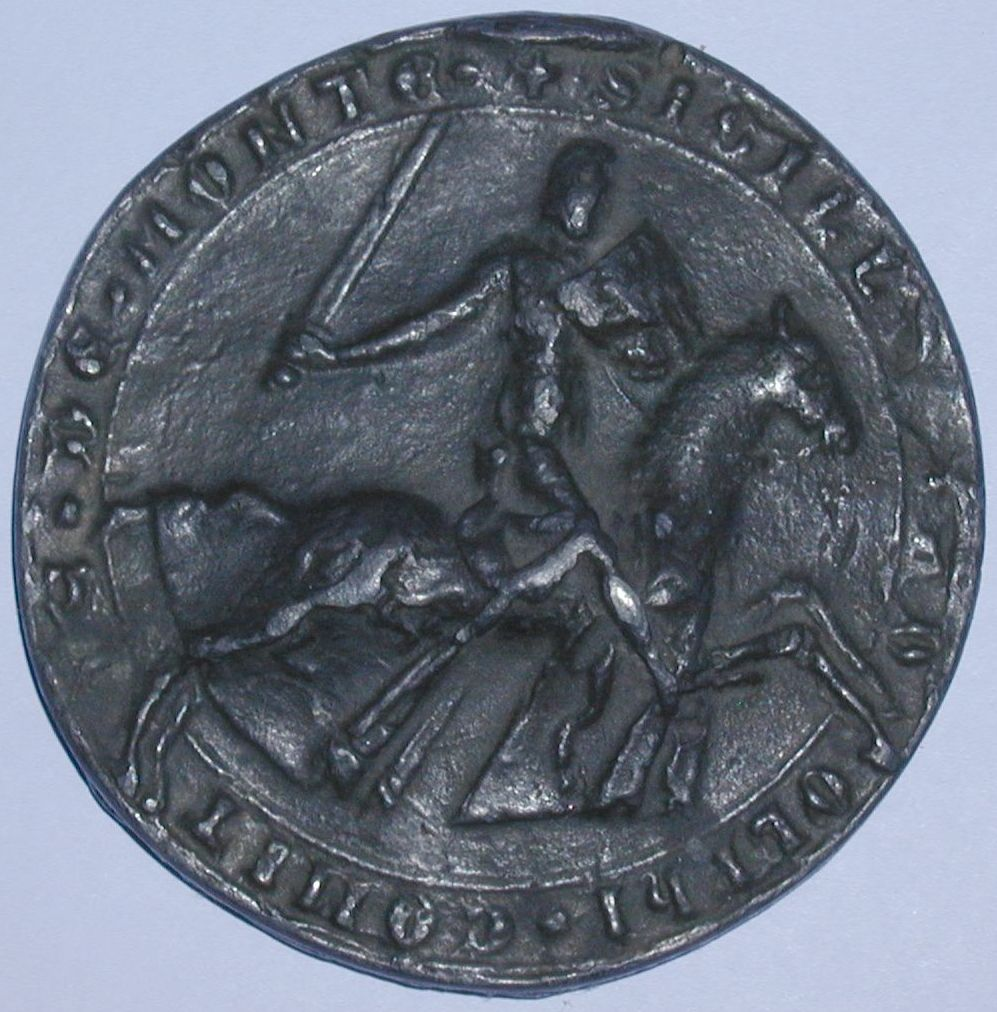
Ridderzegel Graaf Adolf V van Berg (afgietsel in lood)

Adolf V van Berg (- 28 of 29 september 1296) was feodaal heer over het graafschap Berg van 1259 tot 1296, een grondgebied gelegen langs rivier de Rijn tussen de steden Münster en Keulen in het huidige Duitsland. Belangrijkste slot was Schloss Burg in Solingen aan rivier de Wupper, gebouwd door zijn vader.

## Jeugd
Adolf werd geboren als zoon van Adolf IV en Margaretha van Hochstaden. Na de dood van zijn vader in 1259 zou zijn moeder optreden als regentes. Dit lijkt erop te wijzen dat Adolf, wiens geboortejaar ons niet bekend is, toentertijd nog minderjarig was. Pas in 1262 trad hij voor het eerst zelfstandig op als vorst. Het Slot Hückeswagen werd de woonplaats van zijn moeder. In 1260 deden de graven van Hückeswagen afstand van het graafschap Hückeswagen, dat sinds 1189 aan de graven van Berg was verpand en lieten het over aan de graaf Van Berg.

## Muntrecht
Koning Rudolf van Habsburg stond hem in 1275 toe, zijn munterij naar Wipperfürth te verleggen. Deze bezocht hem ook in 1273 en 1291 op zijn slot in Bensberg.

## Regering
Adolf V verleende in 1276 aan Ratingen en in 1288 aan Düsseldorf stadsrechten, in 1282 bevestigde hij de privileges van Wipperfürth.

### Vete te Elberfeld
Direct bij de aanvang van zijn regering kwam het tot een vete te Elberfeld met de ridders Arnold en Koenraad zu Elberfeld.

### Oorlog met Siegfried van Westerburg
Hij trachtte na de dood van aartsbisschop Engelbert II van Valkenburg op 20 oktober 1274 tevergeefs zijn broer Koenraad I van Berg, de Domproost te Keulen, op de aartsbisschoppelijke troon te brengen. In plaats van deze werd Siegfried van Westerburg aangesteld.
Ook moest hij een jaar eerder, in 1273, de pandrechten van Gummersbach verzaken, die toen aan de graven van Mark toevielen. En het hertogdom Limburg, dat hem rechtmatig als erfenis toekwam, werd door graaf Reinoud I van Gelre, met de steun van aartsbisschop Siegfried van Westerburg, met geweld bezet.
Toch viel in zijn regeringsperiode de waarschijnlijk belangrijkste door het graafschap Berg behaalde overwinning, toen Adolf V zich aan de kant van de hertog van Brabant schaarde, en met zijn Bergische boeren onder de strijdkreet "Hya, Berge romerijke" ("Hoog, roemrijk Berg") ook de aartsbisschop Siegfried van Westerburg op 5 juni 1288 in de slag bij Woeringen bevocht. Deze slag was een van de laatste grote en meest bloedige veldslagen uit de middeleeuwen. Op 14 augustus 1288 verhief hij Düsseldorf tot stad als erkenning voor de inzet van haar bewoners bij de slag, na Wipperfürth, Lennep en Ratingen (1276) de vierde in het graafschap. De vijandige aartsbisschop Siegfried van Westerburg werd dertien maanden in slot Burg gevangen gezet, volgens de legende moest de bisschop voortdurend zijn zware wapenrusting en helm dragen. Hij kocht zich voor een grote som losgeld vrij uit gevangenschap.
Graaf Adolf V werd in 1292 op zijn beurt in een hinderlaag gevangen genomen door de aartsbisschop van Keulen en stierf op 28 of 29 september 1296 in gevangenschap. Hij is in de kapittelkerk in Solingen-Gräfrath begraven.

## Familie
Adolf V was getrouwd met Elizabeth van Gelre, die in 1313 stierf en bij hem werd bijgezet. Het paar bleef kinderloos. Zijn opvolger als graaf van Berg was zijn broer Willem, als Willem I van Berg.